# John Augustus Roebling
John Augustus Roebling (születési neve: Johann August Röbling), (Mühlhausen, 1806. június 12. – New York, 1869. július 22.) német származású amerikai építőmérnök, hídtervező, a Brooklyn híd tervezője.

## Tanulmányai
Mühlhausenban járt iskolába. 15 éves korában Erfurtba került, ahol Ephraim Solomon Unger matematikus oktatta matematikára és természettudományokra. 1824-ben sikeresen felvételizett Berlinben a Királyi Építészeti Akadémiára, ahol építészetet, mélyépítést, gát- és hídépítést, gépészetet és hidraulikát tanult. Hegel filozófiai előadásait is hallgatta. Johann Friedrich Dietlein professzor óráin hallott a Bajorországban, Pfalzban és Westfáliában éppen akkor épülő függőhíd típusú hidakról, amiket meg is tekintett. 1826-ban sikeresen levizsgázott. Állami szolgálatban kellett dolgoznia Westfáliában, útépítéseken volt építésvezető. Ez idő tájt készítette el a Ruhr és Lenne folyókon átívelő függőhidak első terveit, de a hidakat nem építették meg. A hídépítésben ekkor kezdték alkalmazni a láncgörbe (katenoide) hiperbolikus függvényét.

## Elhagyja Németországot
1831-ben bátyjával és néhány mühlhauseni polgárral kivándorolt az Egyesült Államokba, közösen megvásároltak egy területet Butler megyében, és megalapították a Germánia települést. Később Saxonburg lett a neve. Roebling először mezőgazdasággal foglalkozott. Itt vette feleségül a szintén mühlhauseni Johanna Hertiget. 1837-ben megkapta az amerikai állampolgárságot. Bátyja halála után segédmérnökként dolgozott hajózási csatornák építésén. Állami megbízás keretében három évig tartó munkában felmérte, és kijelölte az Appalache-hegységen át építendő vasútvonalat. 1841-ben dolgozta ki a hét szálból sodrott vaskábel gyártási technológiáját saxonburgi telephelyén.

## Munkássága

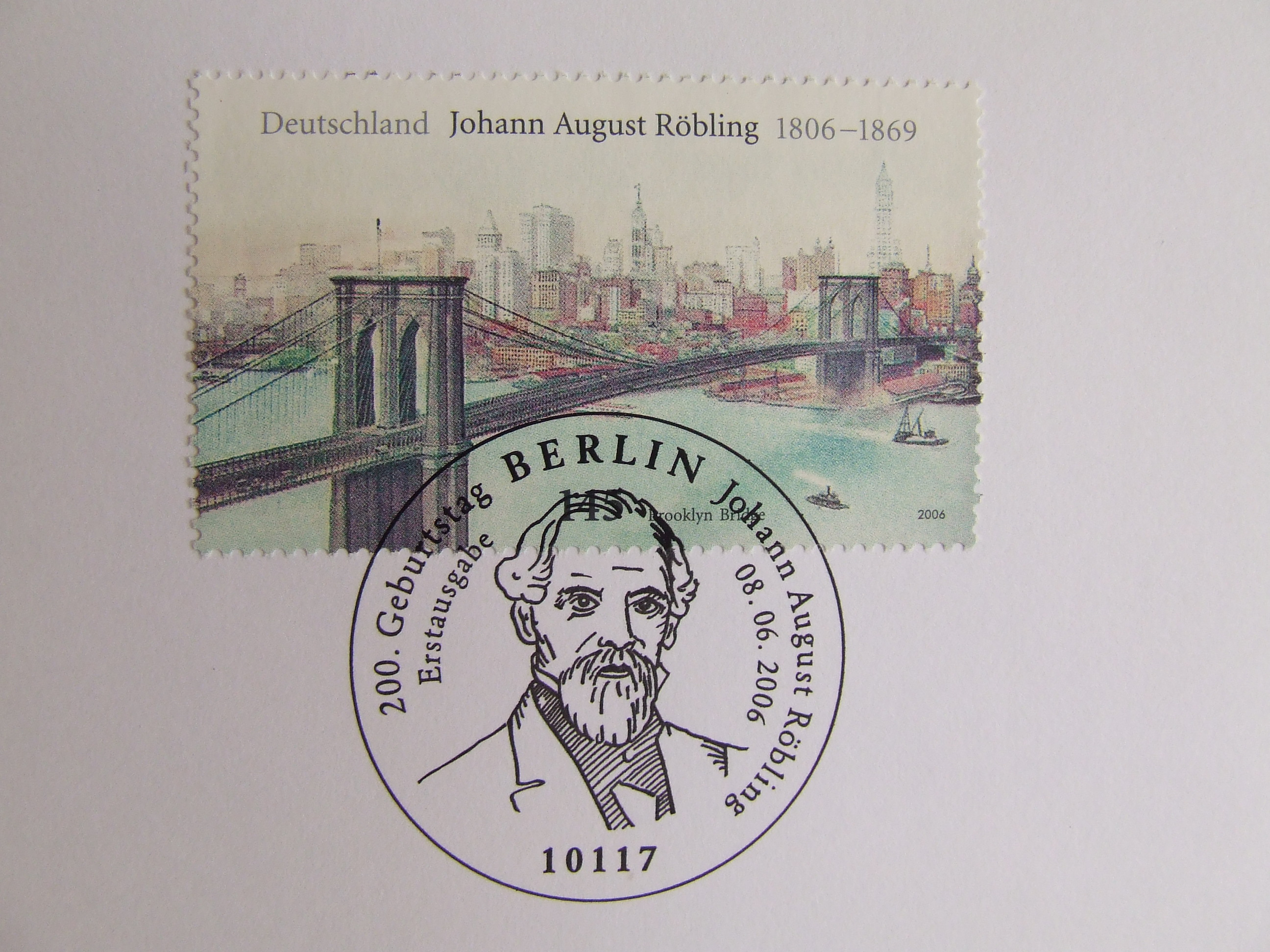
Német emlékbélyeg (2006)

1844-ben pályázatot nyert az Allegheny folyót átszelő csatornahíd építésére. A hétlyukú, fa csatornatestből álló hidat 18 cm átmérőjű, párhuzamos vaskábelek tartották mindkét oldalon.
1845-ben függőhidat tervezett a Monongahela folyóra Pittsburghnél, 1848-ban pedig két függőhíd típusú csatornahidat a Delaware és Hudson hajózási csatornára. Ekkortájt költözött Trentonba.
Vasúti hidat tervezett a Niagara folyóra a Niagara-vízeséstől 4 km-re folyamirányban lefelé, a New York Central Railroad és a kanadai Great Western Railway vasúttársaságok megbízásából. A munkálatok 1851-ben kezdődtek, és négy évig tartottak. A híd 250 m hosszú és kétszintes volt a vasúti és közúti közlekedés számára.
Ebben az időszakban tervezett egy vasúti hidat a Kentucky folyóra Cincinnati és Chattanooga között a Southern Railway vasúttársaság megbízásából. A híd több mint 370 m támaszközű lett volna, de nem fejezték be, mert a vasúttársaság tönkrement. Később rácsszerkezetű híddá építették át.
1863-ban hidat tervezett az Ohio folyóra Cincinnatiban, melyet 1867-ben fejeztek be. Később John A. Roebling függőhíd lett a neve, és a Brooklyn híd megépítése előtt a világ leghosszabb függőhídja volt (322 m támaszköz).

## Brooklyn híd
Roebling 1867-ben kezdte a Brooklyn híd tervezését, amely a Brooklyn és Manhattan között szeli át az East Rivert New Yorkban. 1869. július 6-án méréseket végzett, amikor egy éppen kikötő komp megsebesítette a lábát. A sérült lábujjakat amputálni kellett, de három hét múlva tetanuszban meghalt. Trentonban temették el.
Fia, Washington Augustus Roebling építőmérnök folytatta a munkát, de 2 év múlva keszonbetegség következtében részlegesen lebénult. Felesége, Emily Warren Roebling vezette tovább a munkálatokat, és sikerült befejezni a hidat. 1883. május 24-en haladt át az első gyalogos a hídon.

## Roebling leszármazottai
Roebling második fia, Ferdinand vitte tovább a kábelüzemet. Harmadik fia, Charles tervezte és építette meg a hatalmas 80 tonnás kábelsodró gépet, és megalapította a Roebling települést New Jerseyben. Itt építették fel a John A. Roebling és fiai acélgyárat. Unokája, Washington A. Roebling az elsüllyedt RMS Titanicon halt meg. Dédunokája Donald Roebling feltaláló nevéhez fűződik a kétéltű lánctalpas (amphtrack).

## Roebling által tervezett hidak
- Allegheny csatornahíd, Pittsburgh (1844)
- Smithfield híd, Pittsburgh (1846)
- Lackawaxen csatornahíd (1848)
- Delaware csatornahíd (1849)
- High Falls csatornahíd (1850)
- Neversink csatornahíd (1850)
- Niagara-vízesés függőhíd (1854)
- Allegheny híd, Pittsburgh (1859)
- John A. Roebling függőhíd az Ohio folyón (1867)
- Waco függőhíd, Waco (1869)
- Brooklyn híd, New York (1883)

## Roebling írásai
- Tagebuch meiner Reise von Mühlhausen in Thüringen über Bremen nach den Vereinigten Staaten von Nordamerika im Jahre 1831, geschrieben für meine Freunde. Eschwege, 1832.
- Tagebuch meiner Reise von Mühlhausen in Thüringen über Bremen nach den Vereinigten Staaten im Jahre 1831. Durch zeitgenössische Texte und Abbildungen kommentierte Ausgabe, hrsg. von Iris Roebling unter Mitarbeit von Eyk Henze, Halle, 2006. ISBN 978-3-89812-388-4

## Galéria

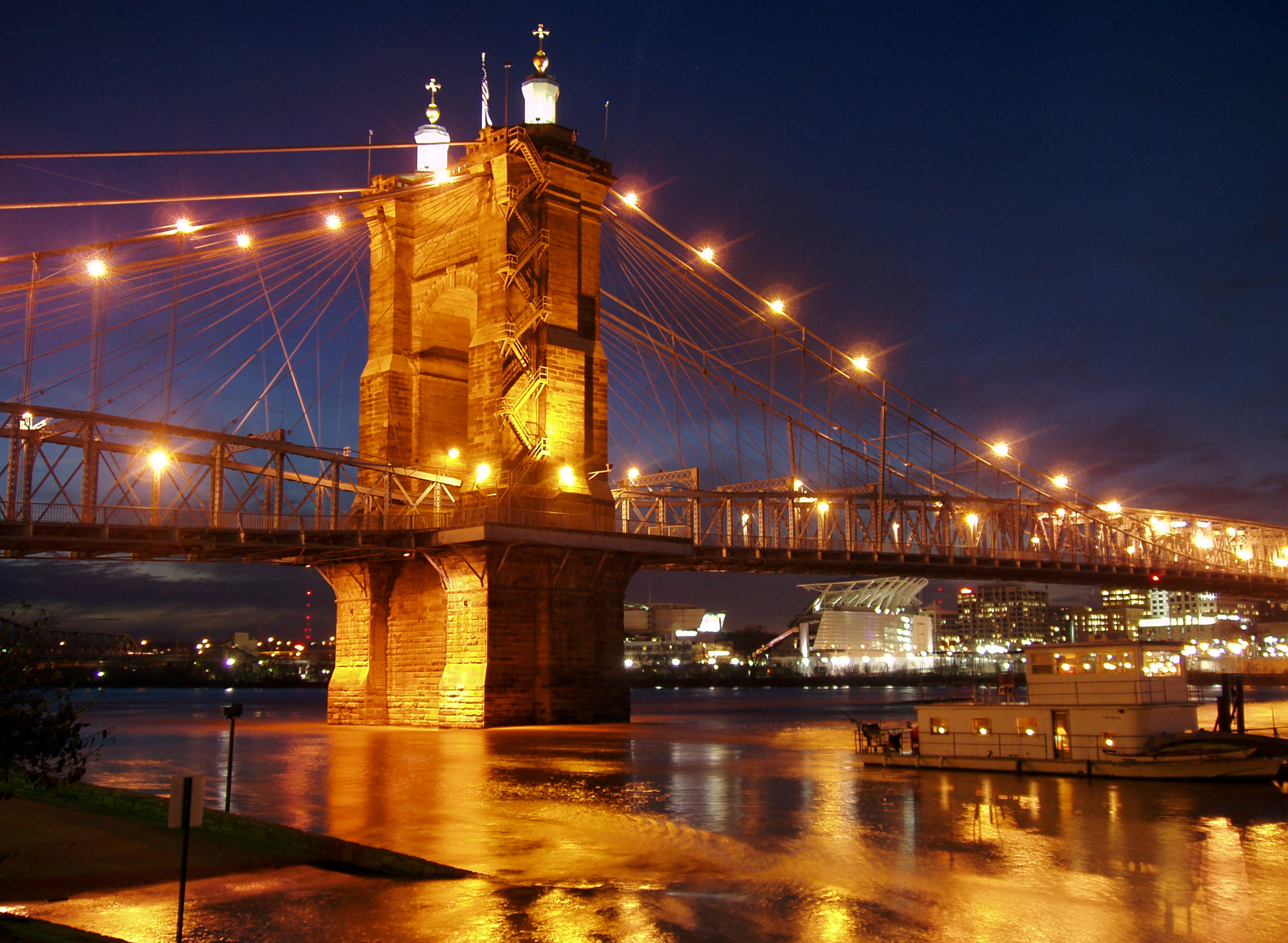
Roebling függőhíd, Cincinnati
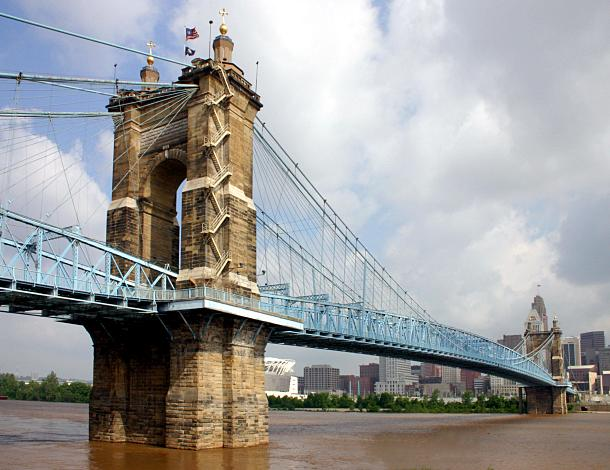
Roebling függőhíd, Cincinnati
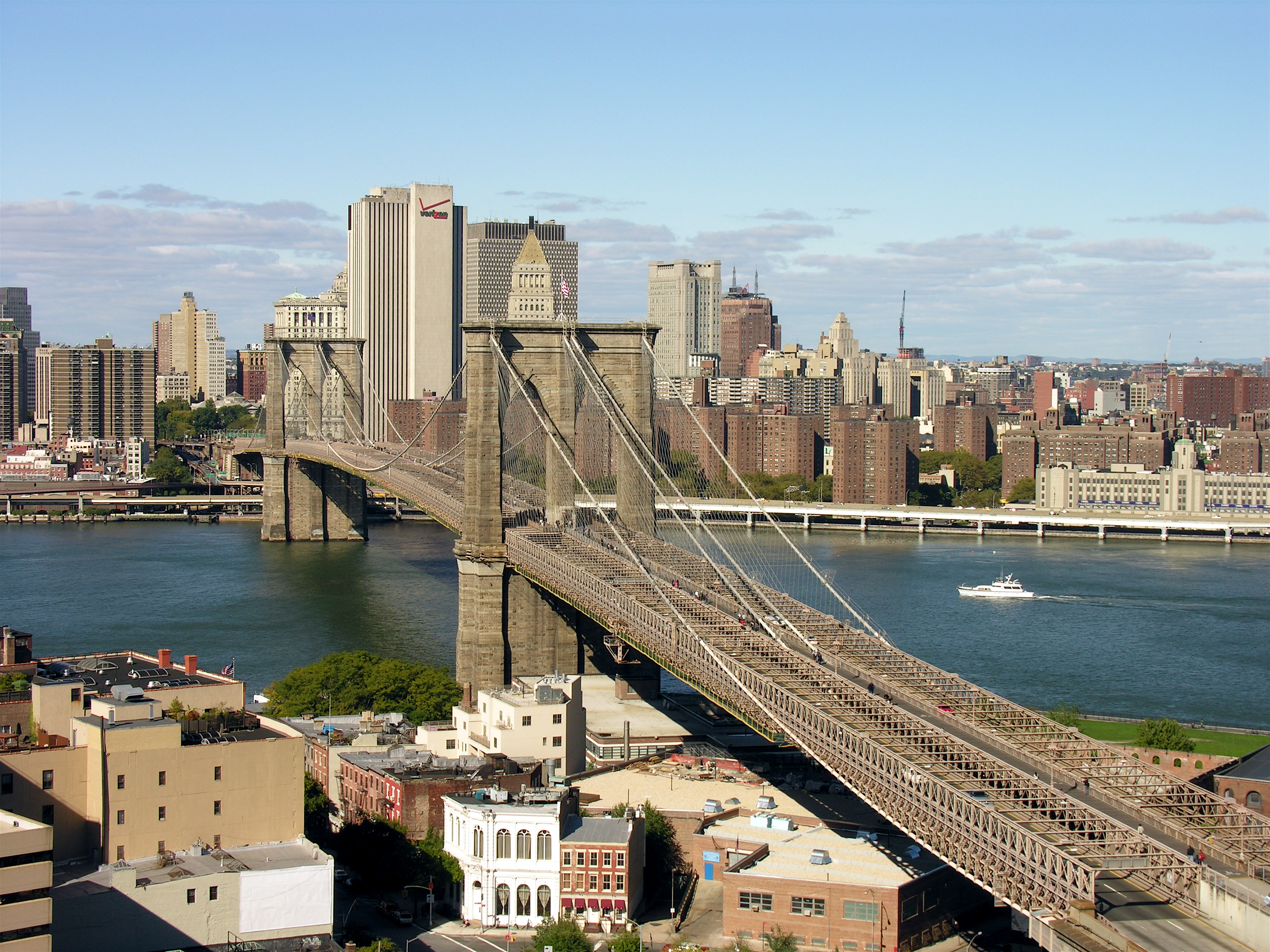
Brooklyn híd, New York
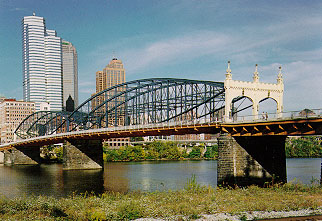
Smithfield Street Bridge, Pittsburgh
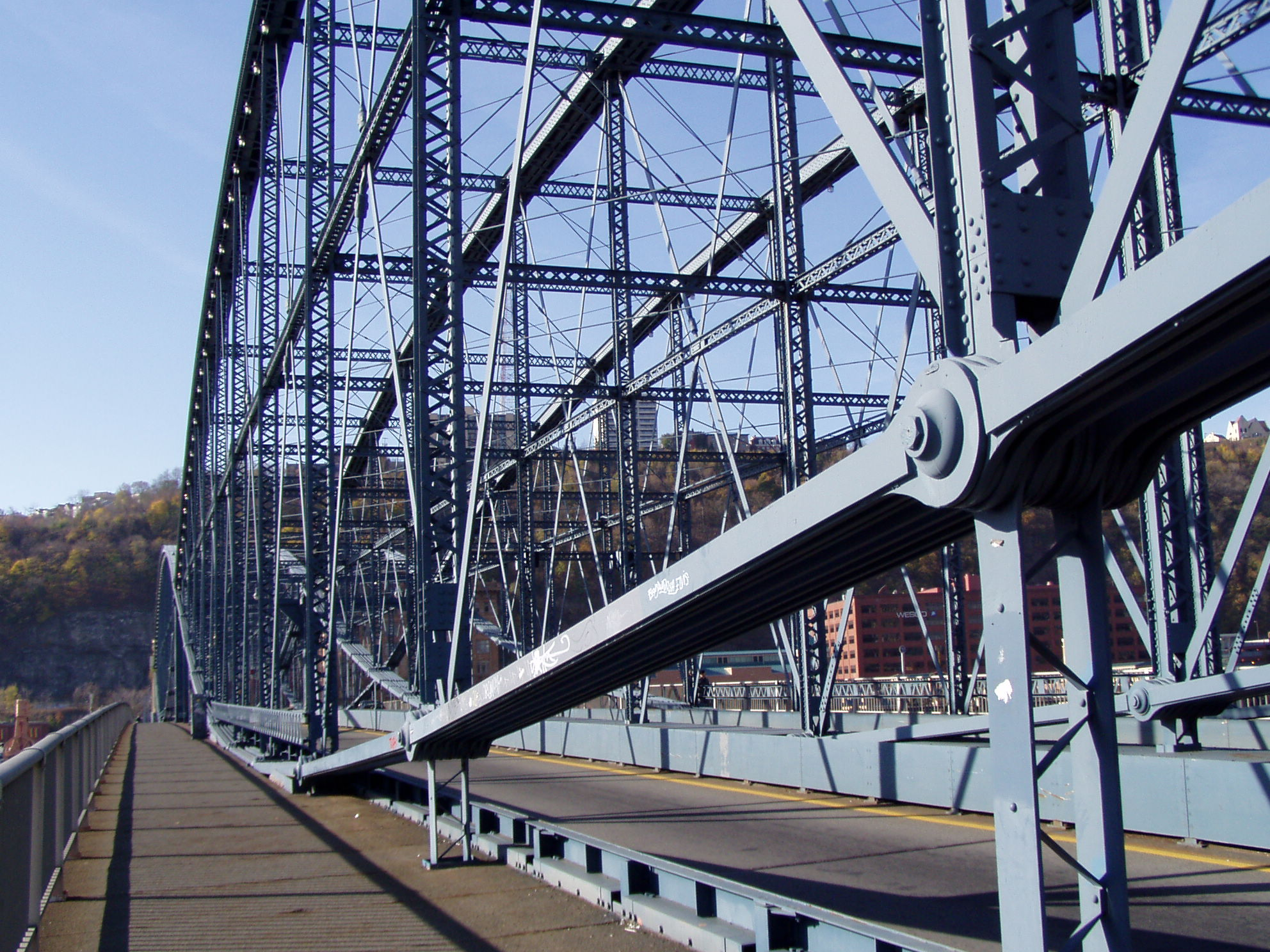
Smithfield Street Bridge vasszerkezete
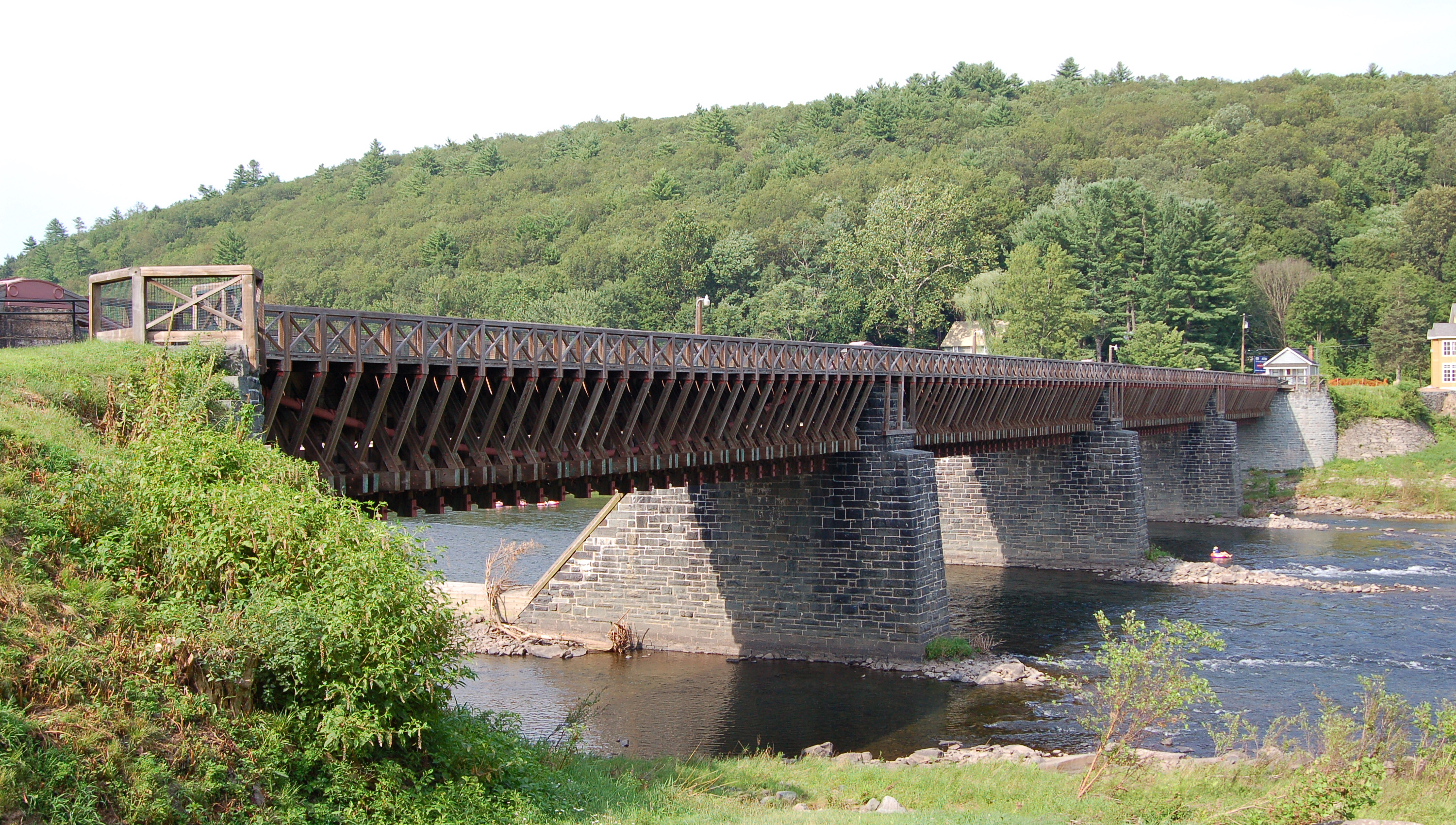
Delaware csatornahíd
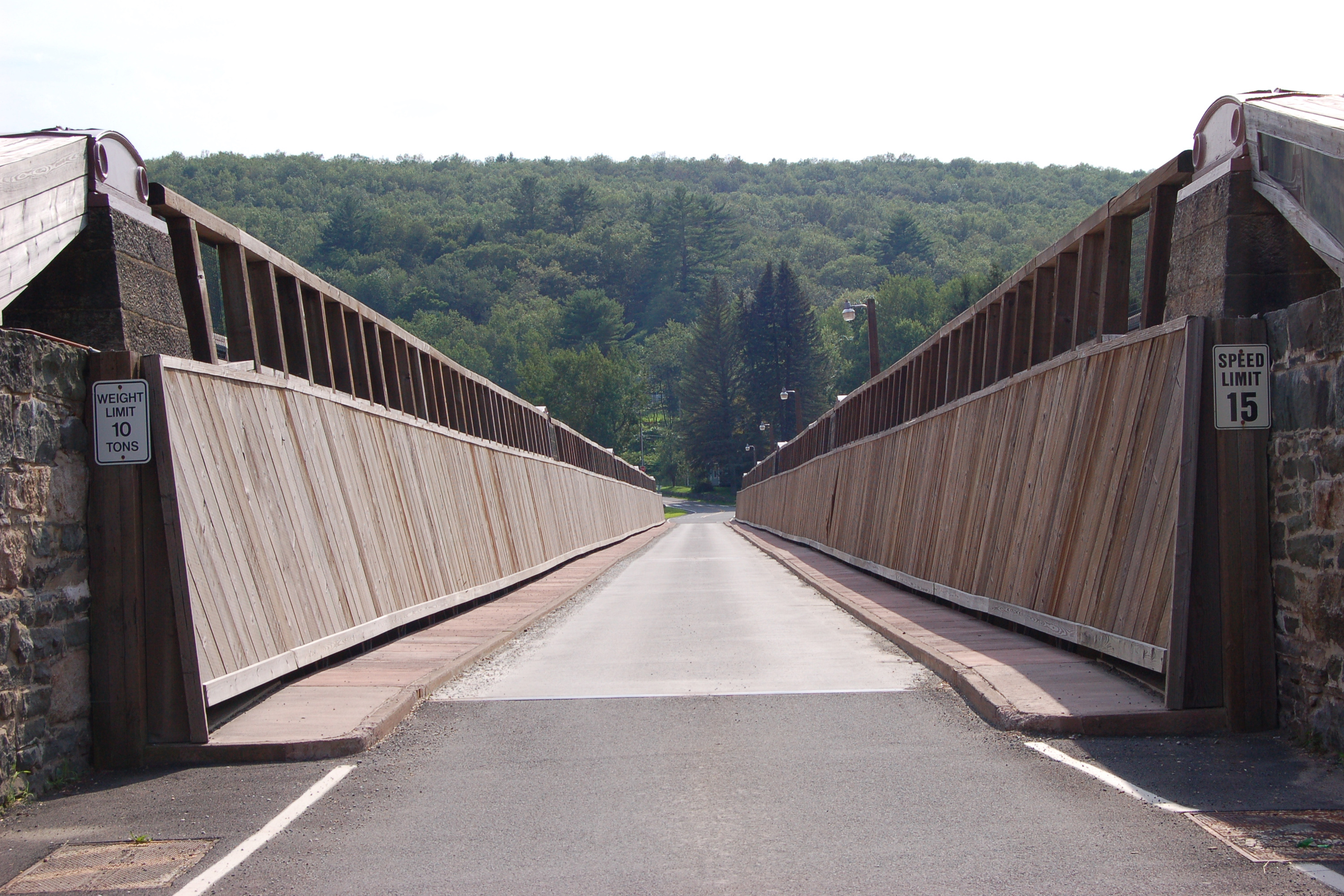
Delaware csatornahíd csatornateste
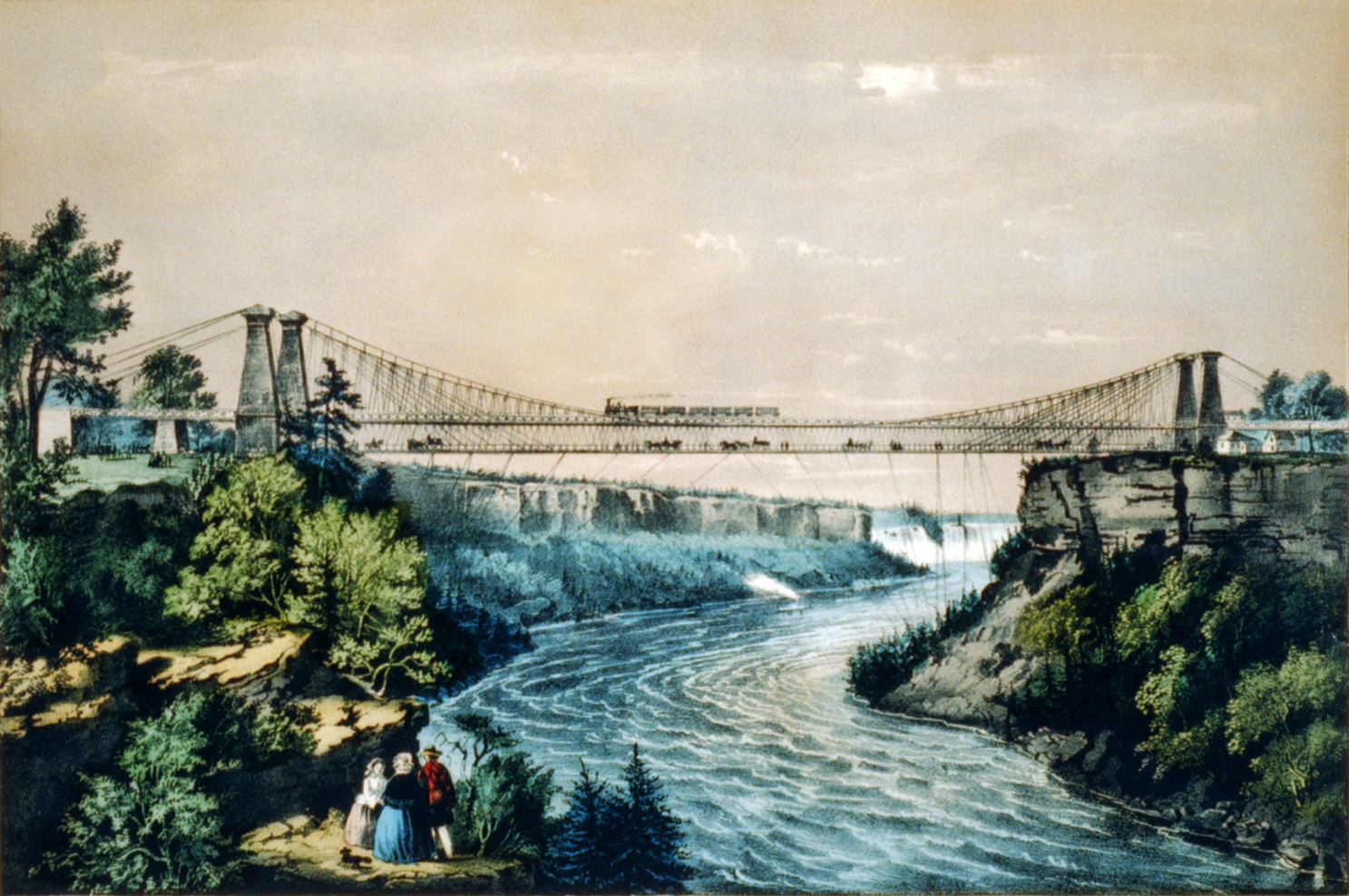
Niagara függőhíd